# Caiazzo
Caiazzo is een gemeente in de Italiaanse provincie Caserta (regio Campanië) en telt 5836 inwoners (31-12-2004). De oppervlakte bedraagt 36,9 km², de bevolkingsdichtheid is 166 inwoners per km².

## Demografie
Caiazzo telt ongeveer 2349 huishoudens. Het aantal inwoners daalde in de periode 1991-2001 met 1,0% volgens cijfers uit de tienjaarlijkse volkstellingen van ISTAT.

## Geografie
Caiazzo grenst aan de volgende gemeenten: Alvignano, Castel Campagnano, Castel di Sasso, Castel Morrone, Liberi, Limatola (BN), Piana di Monte Verna, Ruviano.